# Bollenvaas

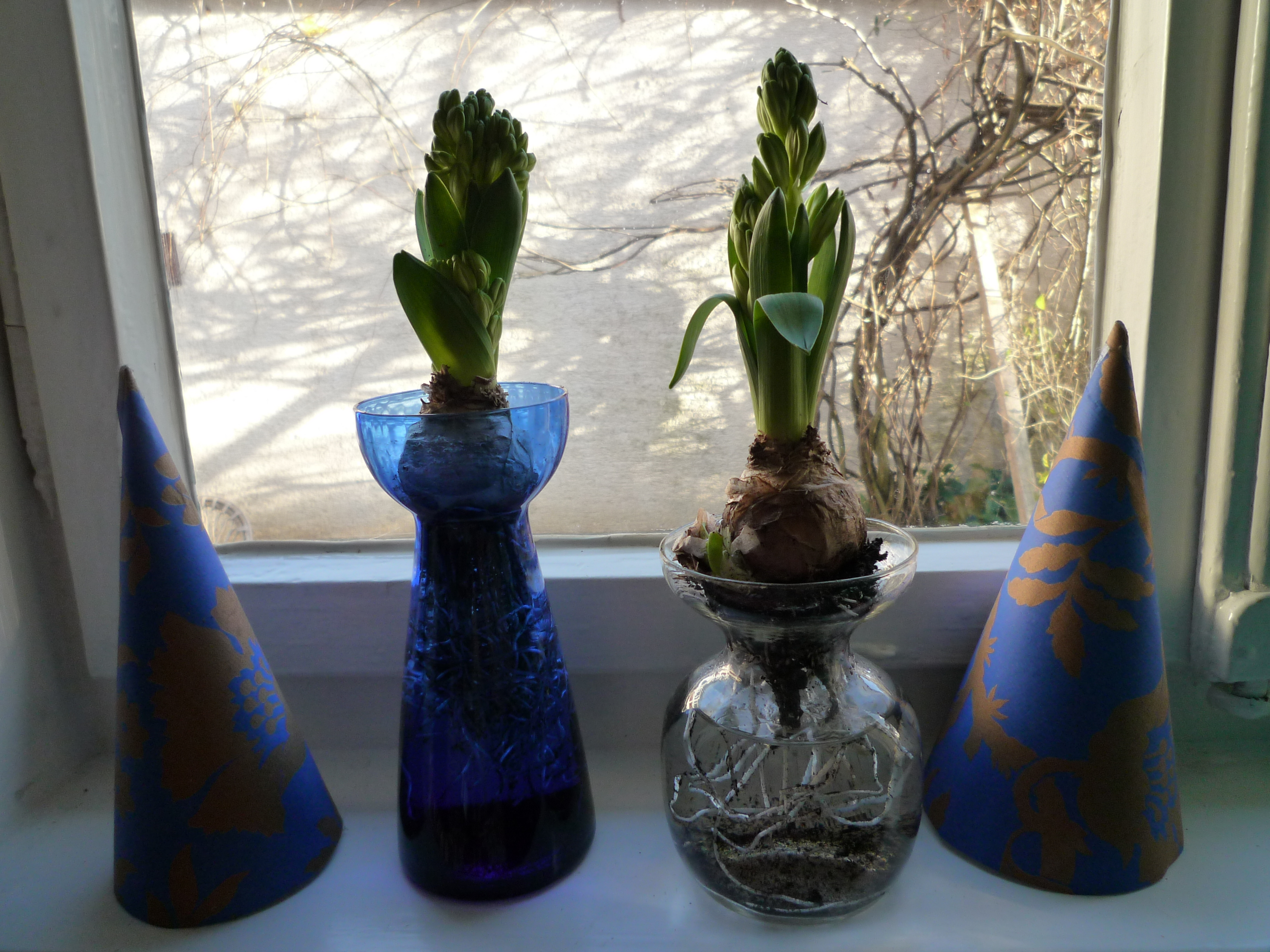
Bollenvazen met Hyacinten

Een bollenvaas is een bepaald type vaas met de functie een bloembol tot bloei te laten komen. 
De vaas heeft een vrij brede opening aan de bovenkant met daar vlak onder een versmalling. Hierdoor ontstaat een bovenruimte waarin de bol kan liggen, een smalle doorgang en daaronder een benedenruimte waarin water met voedingsstoffen zit. Op deze wijze kan de bol droog blijven waardoor rotting wordt voorkomen, maar kunnen de wortels van de bol door de doorgang wel bij het water komen. Om het proces van wortelgroei en ontwikkeling van de bol goed te kunnen volgen zijn bollenvazen vaak van glas vervaardigd. Bollenvazen zijn vooral geschikt voor hyacinten.